# Bonneval (Eure-et-Loir)
Bonneval település Franciaországban, Eure-et-Loir megyében. Lakosainak száma 4890 fő (2022. január 1.). Bonneval Alluyes, Trizay-lès-Bonneval, Montharville, Flacey, Saint-Christophe és Moléans községekkel határos.

## Népesség
A település népességének változása:
| Lakosok száma | 4853 | 4864 | 4420 | 4161 | 4838 | 4986 | 5055 | 4846 | 4841 | 4890 |
|               | 1968 | 1982 | 1990 | 2006 | 2013 | 2015 | 2017 | 2019 | 2020 | 2022 |